# Evolvulus chapadensis
Evolvulus chapadensis är en vindeväxtart som beskrevs av Glaziou och V. Ooststr. Evolvulus chapadensis ingår i släktet Evolvulus och familjen vindeväxter. Inga underarter finns listade i Catalogue of Life.